# Dale Begg-Smith
Dale Begg-Smith (Vancouver, Canadà 1985) és un esquiador australià, d'origen canadenc, ja retirat, especialitzat en esquí acrobàtic.

## Biografia
Va néixer el 18 de gener de 1985 a la ciutat de Vancouver, població situada a l'estat de Colúmbia Britànica (Canadà). És germà del també esquiador acrobàtic Jason Begg-Smith. El 2003 aconseguí la nacionalitat australiana, país per al qual ha competit des d'aquell moment.

## Carrera esportiva
Inicià la seva carrera esportiva al Canadà, participant en el Campionat del Món junior l'any 2001. Davant la impossibilitat de trobar finançament per poder practicar l'esquí acrobàtic decidí emigrar a Austràlia, entrant a formar part del programa d'esquí d'aquest país juntament amb el seu germà. Va participar en els Jocs Olímpics d'Hivern de 2006 realitzats a Torí (Itàlia), on aconseguí guanyar la medalla d'or en la prova de bamps. En els Jocs Olímpics d'Hivern de 2010 realitzats a la seva ciutat natal, Vancouver, aconseguí guanyar la medalla de plata en aquesta mateixa prova.
Al llarg de la seva carrera esportiva ha aconseguit guanyar tres medalles en el Campionat del Món d'esquí acrobàtic, destacant la medalla d'or aconseguida el 2007 en la modalitat de bamps en paral·lel. Així mateix ha estat el guanyador de la Copa del Món de la modalitat en les temporades 2005/2006, 2006/2007, 2007/2008 i 2009/2010.
El 2005 va ser guardonat com a Esportista australià de d'any dels esports de neu.